# Hallertauer Hopfen- und Heimatmuseum

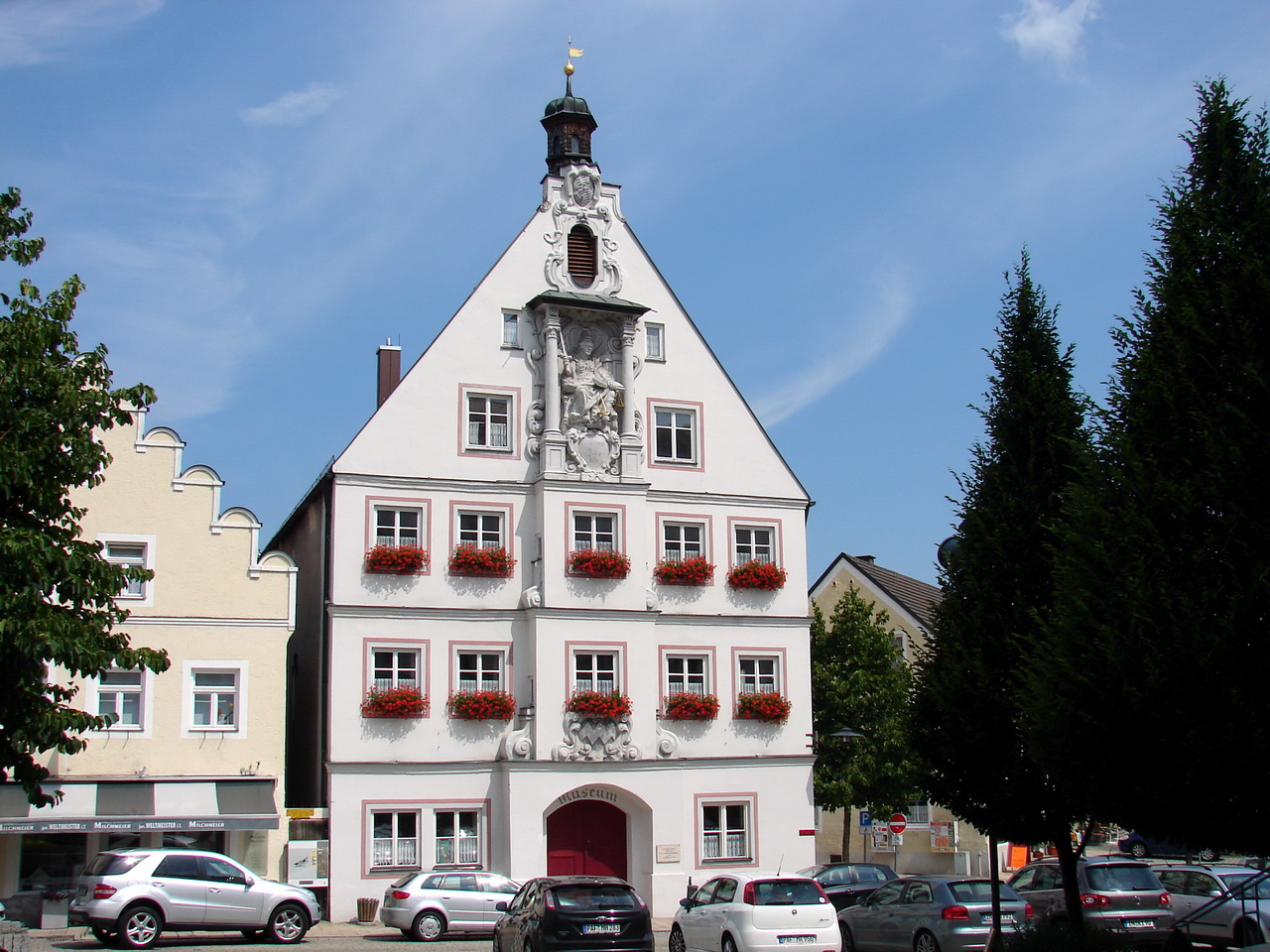
Altes Rathaus, ehemaliger Sitz des Hallertauer Hopfen- und Heimatmuseums

Das Hallertauer Hopfen- und Heimatmuseum ist ein Heimatmuseum in Geisenfeld in der Hallertau in Bayern. Es wird ein Überblick über die Geschichte des örtlichen Hopfenanbaus gegeben, der sich in Geisenfeld seit 736 nach Christus belegen lässt. Außerdem werden religiöse Volkskunst und landwirtschaftliche Geräte gezeigt.

## Geschichte
Ab Januar 1982 wurden alte Exponate zur Hopfengeschichte ausgestellt. Im März 1982 gründete sich der Verein Hallertauer Hopfen- und Heimatmuseum Geisenfeld e. V. Im gleichen Jahr wurde mit dem Umbau des alten Rathauses zum Museum begonnen. Im Januar 2006 erfolgte die Neueröffnung nach dem Umbau. Das Museum war von 1985 bis 2012 in den Räumen des ehemaligen Rathauses untergebracht. Nach einem Beschluss des Geisenfelder Stadtrates soll es in das ehemalige Kloster Geisenfeld umziehen. Im Dezember 2011 fand die letzte Führung im alten Rathaus statt. Bis zum endgültigen Umzug ist Sammlung in reduziertem Umfang in einem Gebäude an der Augsburger Straße ausgestellt.

## Exponate
- Hopfenanbau
- Landwirtschaft
- Handwerk
- Brauchtum
- Relikte von Ausgrabungen